# Aéroport international de Matamoros
L'aéroport international General Servando Canales (espagnol : Aeropuerto Internacional General Servando Canales, code IATA : MAM • code OACI : MMMA • code DGAC M. : MAM), également connu sous le nom d’aéroport international de Matamoros (Aeropuerto Internacional de Matamoros), est un aéroport international situé à Matamoros, dans l'État du Tamaulipas, au nord-est du Mexique, près de la frontière américano-mexicaine. Il gère le trafic aérien national et international pour la ville de Matamoros. Il est exploité par Aeropuertos y Servicios Auxiliares, une société appartenant au gouvernement fédéral. 

## Situation
| \| 500 km1:6 468 000 \| Acapulco Aguascalientes Huatulco Campeche Cancún Chetumal Chihuahua Ciudad · del Carmen Ciudad Juárez Ciudad · Obregón Ciudad · Victoria Colima Cozumel Culiacán Guanajuato Durango Guadalajara Hermosillo Ixtapa · Zihuatanejo La Paz San José · del Cabo Los Mochis Matamoros Mazatlán Mérida Mexicali Mexico B.J. Mexico F.A. Minatitlán Monterrey Morelia Nuevo · Laredo Oaxaca Playa · de Oro Puebla Puerto · Escondido Puerto · Vallarta Querétaro Reynosa San Luis · Potosí Tampico Tapachula Tepic Tijuana Toluca Torreón Tuxtla Gutiérrez Uruapan Veracruz Villahermosa Zacatecas |
| 500 km1:6 468 000 |

## Statistiques
En 2017, l'aéroport a accueilli 88 147 passagers et en 2018, 63 817 passagers.  
Pour des raisons techniques, il est temporairement impossible d'afficher le graphique qui aurait dû être présenté ici.

Voir la requête brute et les sources sur Wikidata.

## Compagnies aériennes et destinations
| Compagnies         | Destinations     |
| ------------------ | ---------------- |
| Aeroméxico Connect | Mexico-B. Juárez |

## Voir également
- Liste des aéroports les plus fréquentés au Mexique